# Anoratha paritalis
Anoratha paritalis är en fjärilsart som beskrevs av Walker 1859. Anoratha paritalis ingår i släktet Anoratha och familjen nattflyn. Inga underarter finns listade i Catalogue of Life.